# Ceratostylis grandiflora
Ceratostylis grandiflora är en orkidéart som beskrevs av Johannes Jacobus Smith. Ceratostylis grandiflora ingår i släktet Ceratostylis och familjen orkidéer. Inga underarter finns listade i Catalogue of Life.